# ساروس خورشیدی ۱۵۶
ساروس ۱۵۶ دوره‌ای زمانی با چرخه‌ای حدود ۱۸ سال و ۱۱ روز و ۸ ساعت (تقریباً ۶۵۸۵ و یک سوم روز) است که شامل ۶۹ خورشیدگرفتگی می‌شود.

## رخدادها
| ساروس | عضو | تاریخ                      | زمان (بزرگ‌ترین) ساعت هماهنگ جهانی | نوع    | مکان طول و عرض جغرافیایی | گاما    | قدر    | گُستره (km) | مدت زمان (دقیقه: ثانیه) | منبع |
| ----- | --- | -------------------------- | --------------------------------- | ------ | ------------------------ | ------- | ------ | ---------- | ----------------------- | ---- |
| ۱۵۶   | ۱   | خورشیدگرفتگی ۱۰ تیر ۱۳۹۰   | ۸:۳۹:۳۰                           | جزئی   | 65.2S 28.6E              | -1.4917 | 0.0971 |            |                         |      |
| ۱۵۶   | ۲   | خورشیدگرفتگی ۱۱ ژوئیه ۲۰۲۹ | ۱۵:۳۷:۱۹                          | جزئی   | 64.3S 85.6W              | -1.4191 | 0.2303 |            |                         |      |
| ۱۵۶   | ۳   | خورشیدگرفتگی ۲۲ ژوئیه ۲۰۴۷ | ۲۲:۳۶:۱۷                          | جزئی   | 63.4S 160.2E             | -1.3477 | 0.3604 |            |                         |      |
| ۱۵۶   | ۴   | خورشیدگرفتگی ۲ اوت ۲۰۶۵    | ۵:۳۴:۱۷                           | جزئی   | 62.7S 46.5E              | -1.2759 | 0.4903 |            |                         |      |
| ۱۵۶   | ۵   | خورشیدگرفتگی ۱۳ اوت ۲۰۸۳   | ۱۲:۳۴:۴۱                          | جزئی   | 62.1S 67.5W              | -1.2064 | 0.6146 |            |                         |      |
| ۱۵۶   | ۶   | ۲۴ اوت ۲۱۰۱                | ۱۹:۳۷:۰۳                          | جزئی   | 61.6S 178.2E             | -1.1392 | 0.7337 |            |                         |      |
| ۱۵۶   | ۷   | ۵ سپتامبر ۲۱۱۹             | ۲:۴۴:۲۷                           | جزئی   | 61.2S 62.8E              | -1.0766 | 0.8431 |            |                         |      |
| ۱۵۶   | ۸   | ۱۵ سپتامبر ۲۱۳۷            | ۹:۵۶:۳۴                           | جزئی   | 61S 53.8W                | -1.0184 | 0.9436 |            |                         |      |
| ۱۵۶   | ۹   | ۲۶ سپتامبر ۲۱۵۵            | ۱۷:۱۴:۲۷                          | حلقه‌ای | 58.6S 143W               | -۰٫۹۶۵۴ | ۰٫۹۵۹۳ | ۵۷۰        | ۲ دقیقه و ۵۵ ثانیه      |      |
| ۱۵۶   | ۱۰  | ۷ اکتبر ۲۱۷۳               | ۰:۳۹:۱۴                           | حلقه‌ای | 57.8S 114E               | -۰٫۹۱۸۷ | ۰٫۹۵۵۸ | ۴۰۲        | ۳ دقیقه و ۱۷ ثانیه      |      |
| ۱۵۶   | ۱۱  | ۱۸ اکتبر ۲۱۹۱              | ۸:۱۱:۱۲                           | حلقه‌ای | 58.7S 5.2E               | -۰٫۸۷۸۳ | ۰٫۹۵۱۶ | ۳۶۵        | ۳ دقیقه و ۳۹ ثانیه      |      |
| ۱۵۶   | ۱۲  | ۲۹ اکتبر ۲۲۰۹              | ۱۵:۵۰:۲۰                          | حلقه‌ای | 60.7S 106.3W             | -۰٫۸۴۴۵ | ۰٫۹۴۷۲ | ۳۵۸        | ۴ دقیقه و ۲ ثانیه       |      |
| ۱۵۶   | ۱۳  | ۹ نوامبر ۲۲۲۷              | ۲۳:۳۶:۴۲                          | حلقه‌ای | 63.3S 140.7E             | -۰٫۸۱۷۱ | ۰٫۹۴۲۹ | ۳۶۴        | ۴ دقیقه و ۲۴ ثانیه      |      |
| ۱۵۶   | ۱۴  | ۲۰ نوامبر ۲۲۴۵             | ۷:۲۹:۳۶                           | حلقه‌ای | 66.3S 27.1E              | -۰٫۷۹۵۵ | ۰٫۹۳۸۷ | ۳۷۴        | ۴ دقیقه و ۴۵ ثانیه      |      |
| ۱۵۶   | ۱۵  | ۱ دسامبر ۲۲۶۳              | ۱۵:۲۸:۴۵                          | حلقه‌ای | 69.2S 85.8W              | -۰٫۷۷۹۴ | ۰٫۹۳۴۹ | ۳۸۸        | ۵ دقیقه و ۶ ثانیه       |      |
| ۱۵۶   | ۱۶  | ۱۱ دسامبر ۲۲۸۱             | ۲۳:۳۱:۲۴                          | حلقه‌ای | 71.4S 163.7E             | -۰٫۷۶۶۷ | ۰٫۹۳۱۶ | ۴۰۰        | ۵ دقیقه و ۲۶ ثانیه      |      |
| ۱۵۶   | ۱۷  | ۲۳ دسامبر ۲۲۹۹             | ۷:۳۸:۴۲                           | حلقه‌ای | 72.5S 54.8E              | -۰٫۷۵۸۴ | ۰٫۹۲۸۸ | ۴۱۳        | ۵ دقیقه و ۴۵ ثانیه      |      |
| ۱۵۶   | ۱۸  | ۳ ژانویه ۲۳۱۸              | ۱۵:۴۷:۱۴                          | حلقه‌ای | 71.9S 53.7W              | -۰٫۷۵۱۹ | ۰٫۹۲۶۵ | ۴۲۲        | ۶ دقیقه و ۲ ثانیه       |      |
| ۱۵۶   | ۱۹  | ۱۴ ژانویه ۲۳۳۶             | ۲۳:۵۶:۴۲                          | حلقه‌ای | 69.6S 164.9W             | -۰٫۷۴۶۳ | ۰٫۹۲۵  | ۴۲۷        | ۶ دقیقه و ۱۹ ثانیه      |      |
| ۱۵۶   | ۲۰  | ۲۵ ژانویه ۲۳۵۴             | ۸:۰۳:۲۰                           | حلقه‌ای | 66S 80.6E                | -۰٫۷۳۸۸ | ۰٫۹۲۴  | ۴۲۷        | ۶ دقیقه و ۳۵ ثانیه      |      |
| ۱۵۶   | ۲۱  | ۵ فوریه ۲۳۷۲               | ۱۶:۰۷:۴۸                          | حلقه‌ای | 61.5S 36.9W              | -۰٫۷۳۰۱ | ۰٫۹۲۳۷ | ۴۲۲        | ۶ دقیقه و ۵۰ ثانیه      |      |
| ۱۵۶   | ۲۲  | ۱۶ فوریه ۲۳۹۰              | ۰:۰۶:۵۸                           | حلقه‌ای | 56.4S 155.6W             | -۰٫۷۱۷۷ | ۰٫۹۲۳۹ | ۴۱۱        | ۷ دقیقه و ۶ ثانیه       |      |
| ۱۵۶   | ۲۳  | ۲۷ فوریه ۲۴۰۸              | ۷:۵۹:۴۰                           | حلقه‌ای | 50.8S 85.5E              | -۰٫۷۰۰۴ | ۰٫۹۲۴۹ | ۳۹۴        | ۷ دقیقه و ۲۲ ثانیه      |      |
| ۱۵۶   | ۲۴  | ۹ مارس ۲۴۲۶                | ۱۵:۴۴:۴۵                          | حلقه‌ای | 44.7S 32.5W              | -۰٫۶۷۷۴ | ۰٫۹۲۶۲ | ۳۷۴        | ۷ دقیقه و ۳۸ ثانیه      |      |
| ۱۵۶   | ۲۵  | ۱۹ مارس ۲۴۴۴               | ۲۳:۲۱:۳۸                          | حلقه‌ای | 38.3S 149.1W             | -۰٫۶۴۷۶ | ۰٫۹۲۸  | ۳۵۱        | ۷ دقیقه و ۵۳ ثانیه      |      |
| ۱۵۶   | ۲۶  | ۳۱ مارس ۲۴۶۲               | ۶:۴۹:۴۴                           | حلقه‌ای | 31.7S 96.3E              | -۰٫۶۱۱۱ | ۰٫۹۳۰۲ | ۳۲۷        | ۸ دقیقه و ۷ ثانیه       |      |
| ۱۵۶   | ۲۷  | ۱۰ آوریل ۲۴۸۰              | ۱۴:۰۷:۴۶                          | حلقه‌ای | 24.8S 16W                | -۰٫۵۶۶۴ | ۰٫۹۳۲۶ | ۳۰۳        | ۸ دقیقه و ۱۸ ثانیه      |      |
| ۱۵۶   | ۲۸  | ۲۱ آوریل ۲۴۹۸              | ۲۱:۱۷:۱۲                          | حلقه‌ای | 17.9S 125.9W             | -۰٫۵۱۴۸ | ۰٫۹۳۵۱ | ۲۸۰        | ۸ دقیقه و ۲۶ ثانیه      |      |
| ۱۵۶   | ۲۹  | ۳ مه ۲۵۱۶                  | ۴:۱۷:۴۷                           | حلقه‌ای | 10.9S 126.7E             | -۰٫۴۵۵۹ | ۰٫۹۳۷۷ | ۲۵۹        | ۸ دقیقه و ۲۸ ثانیه      |      |
| ۱۵۶   | ۳۰  | ۱۴ مه ۲۵۳۴                 | ۱۱:۰۹:۲۹                          | حلقه‌ای | 4.1S 21.9E               | -۰٫۳۸۹۶ | ۰٫۹۴۰۲ | ۲۴۰        | ۸ دقیقه و ۲۳ ثانیه      |      |
| ۱۵۶   | ۳۱  | ۲۴ مه ۲۵۵۲                 | ۱۷:۵۴:۰۹                          | حلقه‌ای | 2.5N 80.5W               | -۰٫۳۱۷۴ | ۰٫۹۴۲۵ | ۲۲۴        | ۸ دقیقه و ۹ ثانیه       |      |
| ۱۵۶   | ۳۲  | ۵ ژوئن ۲۵۷۰                | ۰:۳۲:۱۷                           | حلقه‌ای | 8.7N 179.4E              | -۰٫۲۳۹۵ | ۰٫۹۴۴۶ | ۲۱۱        | ۷ دقیقه و ۴۸ ثانیه      |      |
| ۱۵۶   | ۳۳  | ۱۵ ژوئن ۲۵۸۸               | ۷:۰۶:۲۰                           | حلقه‌ای | 14.3N 81.1E              | -۰٫۱۵۸۲ | ۰٫۹۴۶۳ | ۲۰۰        | ۷ دقیقه و ۲۱ ثانیه      |      |
| ۱۵۶   | ۳۴  | ۲۷ ژوئن ۲۶۰۶               | ۱۳:۳۴:۳۹                          | حلقه‌ای | 19.3N 15W                | -۰٫۰۷۲  | ۰٫۹۴۷۷ | ۱۹۳        | ۶ دقیقه و ۵۲ ثانیه      |      |
| ۱۵۶   | ۳۵  | ۷ ژوئیه ۲۶۲۴               | ۲۰:۰۲:۱۰                          | حلقه‌ای | 23.4N 110.2W             | ۰٫۰۱۵   | ۰٫۹۴۸۷ | ۱۸۸        | ۶ دقیقه و ۲۴ ثانیه      |      |
| ۱۵۶   | ۳۶  | ۱۹ ژوئیه ۲۶۴۲              | ۲:۲۷:۵۴                           | حلقه‌ای | 26.6N 155.8E             | ۰٫۱۰۴   | ۰٫۹۴۹۳ | ۱۸۷        | ۶ دقیقه و ۰ ثانیه       |      |
| ۱۵۶   | ۳۷  | ۲۹ ژوئیه ۲۶۶۰              | ۸:۵۵:۲۱                           | حلقه‌ای | 28.9N 61.8E              | ۰٫۱۹۱۴  | ۰٫۹۴۹۵ | ۱۸۹        | ۵ دقیقه و ۴۲ ثانیه      |      |
| ۱۵۶   | ۳۸  | ۹ اوت ۲۶۷۸                 | ۱۵:۲۳:۵۶                          | حلقه‌ای | 30.4N 32.2W              | ۰٫۲۷۸۲  | ۰٫۹۴۹۲ | ۱۹۴        | ۵ دقیقه و ۳۰ ثانیه      |      |
| ۱۵۶   | ۳۹  | ۱۹ اوت ۲۶۹۶                | ۲۱:۵۷:۵۶                          | حلقه‌ای | 31.1N 127.6W             | ۰٫۳۶۰۸  | ۰٫۹۴۸۵ | ۲۰۱        | ۵ دقیقه و ۲۴ ثانیه      |      |
| ۱۵۶   | ۴۰  | ۱ سپتامبر ۲۷۱۴             | ۴:۳۶:۵۰                           | حلقه‌ای | 31.3N 135.5E             | ۰٫۴۳۹۷  | ۰٫۹۴۷۴ | ۲۱۳        | ۵ دقیقه و ۲۴ ثانیه      |      |
| ۱۵۶   | ۴۱  | ۱۱ سپتامبر ۲۷۳۲            | ۱۱:۲۱:۵۴                          | حلقه‌ای | 31.1N 36.6E              | ۰٫۵۱۳۸  | ۰٫۹۴۶۱ | ۲۲۷        | ۵ دقیقه و ۲۹ ثانیه      |      |
| ۱۵۶   | ۴۲  | ۲۲ سپتامبر ۲۷۵۰            | ۱۸:۱۴:۴۵                          | حلقه‌ای | 30.9N 64.7W              | ۰٫۵۸۱۷  | ۰٫۹۴۴۵ | ۲۴۶        | ۵ دقیقه و ۴۰ ثانیه      |      |
| ۱۵۶   | ۴۳  | ۳ اکتبر ۲۷۶۸               | ۱:۱۶:۲۸                           | حلقه‌ای | 30.7N 168.8W             | ۰٫۶۴۲۷  | ۰٫۹۴۲۸ | ۲۶۹        | ۵ دقیقه و ۵۴ ثانیه      |      |
| ۱۵۶   | ۴۴  | ۱۴ اکتبر ۲۷۸۶              | ۸:۲۸:۰۶                           | حلقه‌ای | 30.8N 84E                | ۰٫۶۹۶۱  | ۰٫۹۴۱  | ۲۹۶        | ۶ دقیقه و ۱۱ ثانیه      |      |
| ۱۵۶   | ۴۵  | ۲۴ اکتبر ۲۸۰۴              | ۱۵:۴۸:۰۲                          | حلقه‌ای | 31.2N 26W                | ۰٫۷۴۳۳  | ۰٫۹۳۹۲ | ۳۲۷        | ۶ دقیقه و ۳۰ ثانیه      |      |
| ۱۵۶   | ۴۶  | ۴ نوامبر ۲۸۲۲              | ۲۳:۱۹:۱۲                          | حلقه‌ای | 31.9N 139.4W             | ۰٫۷۸۱۷  | ۰٫۹۳۷۶ | ۳۶۲        | ۶ دقیقه و ۴۹ ثانیه      |      |
| ۱۵۶   | ۴۷  | ۱۵ نوامبر ۲۸۴۰             | ۶:۵۹:۰۰                           | حلقه‌ای | 32.9N 104.4E             | ۰٫۸۱۳۵  | ۰٫۹۳۶۳ | ۳۹۹        | ۷ دقیقه و ۵ ثانیه       |      |
| ۱۵۶   | ۴۸  | ۲۶ نوامبر ۲۸۵۸             | ۱۴:۴۸:۳۳                          | حلقه‌ای | 34.1N 14.9W              | ۰٫۸۳۷۷  | ۰٫۹۳۵۴ | ۴۳۵        | ۷ دقیقه و ۱۷ ثانیه      |      |
| ۱۵۶   | ۴۹  | ۶ دسامبر ۲۸۷۶              | ۲۲:۴۴:۵۴                          | حلقه‌ای | 35.5N 136.5W             | ۰٫۸۵۷   | ۰٫۹۳۴۹ | ۴۶۸        | ۷ دقیقه و ۲۲ ثانیه      |      |
| ۱۵۶   | ۵۰  | ۱۸ دسامبر ۲۸۹۴             | ۶:۴۹:۲۹                           | حلقه‌ای | 37N 99.4E                | ۰٫۸۷    | ۰٫۹۳۵  | ۴۹۲        | ۷ دقیقه و ۲۰ ثانیه      |      |
| ۱۵۶   | ۵۱  | ۲۹ دسامبر ۲۹۱۲             | ۱۴:۵۸:۳۷                          | حلقه‌ای | 38.8N 26.2W              | ۰٫۸۷۹۸  | ۰٫۹۳۵۶ | ۵۰۷        | ۷ دقیقه و ۱۰ ثانیه      |      |
| ۱۵۶   | ۵۲  | ۹ ژانویه ۲۹۳۱              | ۲۳:۱۲:۰۵                          | حلقه‌ای | 40.7N 153.2W             | ۰٫۸۸۶۴  | ۰٫۹۳۶۹ | ۵۱۰        | ۶ دقیقه و ۵۲ ثانیه      |      |
| ۱۵۶   | ۵۳  | ۲۰ ژانویه ۲۹۴۹             | ۷:۲۷:۳۷                           | حلقه‌ای | 43N 79.2E                | ۰٫۸۹۱۹  | ۰٫۹۳۸۸ | ۵۰۴        | ۶ دقیقه و ۲۶ ثانیه      |      |
| ۱۵۶   | ۵۴  | ۳۱ ژانویه ۲۹۶۷             | ۱۵:۴۴:۴۹                          | حلقه‌ای | 45.6N 49.1W              | ۰٫۸۹۶۱  | ۰٫۹۴۱۳ | ۴۹۰        | ۵ دقیقه و ۵۵ ثانیه      |      |
| ۱۵۶   | ۵۵  | ۱۱ فوریه ۲۹۸۵              | ۰:۰۰:۰۲                           | حلقه‌ای | 48.9N 177.3W             | ۰٫۹۰۲۸  | ۰٫۹۴۴۴ | ۴۷۷        | ۵ دقیقه و ۱۹ ثانیه      |      |
| ۱۵۶   | ۵۶  | ۲۳ فوریه ۳۰۰۳              | ۸:۱۳:۲۵                           | حلقه‌ای | 52.9N 54.4E              | ۰٫۹۱۱۶  | ۰٫۹۴۷۹ | ۴۶۵        | ۴ دقیقه و ۴۱ ثانیه      |      |
| ۱۵۶   | ۵۷  | ۵ مارس ۳۰۲۱                | ۱۶:۲۲:۲۹                          | حلقه‌ای | 57.6N 74.1W              | ۰٫۹۲۴۳  | ۰٫۹۵۱۸ | ۴۶۳        | ۴ دقیقه و ۰۲ ثانیه      |      |
| ۱۵۶   | ۵۸  | ۱۷ مارس ۳۰۳۹               | ۰:۲۸:۰۸                           | حلقه‌ای | 62.9N 156.0E             | ۰٫۹۴۰۵  | ۰٫۹۵۶۰ | ۴۷۷        | ۳ دقیقه و ۲۵ ثانیه      |      |
| ۱۵۶   | ۵۹  | ۲۷ مارس ۳۰۵۷               | ۸:۲۵:۵۹                           | حلقه‌ای | 69.0N 21.1E              | ۰٫۹۶۳۷  | ۰٫۹۶۰۱ | ۵۵۹        | ۲ دقیقه و ۵۰ ثانیه      |      |
| ۱۵۶   | ۶۰  | ۷ آوریل ۳۰۷۵               | ۱۶:۱۹:۲۲                          | حلقه‌ای | 73.5N 135.4W             | ۰٫۹۹۱۳  | ۰٫۹۶۳۲ |            | ۲ دقیقه و ۱۹ ثانیه      |      |
| ۱۵۶   | ۶۱  | ۱۸ آوریل ۳۰۹۳              | ۰:۰۴:۲۳                           | جزئی   | 71.4N 75.4E              | ۱٫۰۲۶۷  | ۰٫۹۳۱۰ |            |                         |      |
| ۱۵۶   | ۶۲  | ۳۰ آوریل ۳۱۱۱              | ۷:۰۴:۴۴                           | جزئی   | 70.7N 52.2W              | ۱٫۰۶۶۴  | ۰٫۸۶۲۹ |            |                         |      |
| ۱۵۶   | ۶۳  | ۱۰ مه ۳۱۲۹                 | ۱۵:۱۶:۰۳                          | جزئی   | 69.8N 176.9W             | ۱٫۱۱۴۲  | ۰٫۷۷۹۶ |            |                         |      |
| ۱۵۶   | ۶۴  | ۲۱ مه ۳۱۴۷                 | ۲۲:۴۳:۴۹                          | جزئی   | 68.9N 59.9E              | ۱٫۱۶۵۵  | ۰٫۶۸۸۷ |            |                         |      |
| ۱۵۶   | ۶۵  | ۱ ژوئن ۳۱۶۵                | ۶:۰۴:۳۱                           | جزئی   | 67.9N 60.9W              | ۱٫۲۲۳۵  | ۰٫۵۸۴۸ |            |                         |      |
| ۱۵۶   | ۶۶  | ۱۲ ژوئن ۳۱۸۳               | ۱۳:۲۱:۵۹                          | جزئی   | 66.9N 179.6E             | ۱٫۲۸۴۵  | ۰٫۴۷۴۰ |            |                         |      |
| ۱۵۶   | ۶۷  | ۲۲ ژوئن ۳۲۰۱               | ۲۰:۳۴:۴۷                          | جزئی   | 65.9N 61.7E              | ۱٫۳۴۹۹  | ۰٫۳۵۴۱ |            |                         |      |
| ۱۵۶   | ۶۸  | ۴ ژوئیه ۳۲۱۹               | ۳:۴۶:۴۵                           | جزئی   | 65.0N 55.5W              | ۱٫۴۱۶۶  | ۰٫۲۳۰۷ |            |                         |      |
| ۱۵۶   | ۶۹  | ۱۴ ژوئیه ۳۲۳۷              | ۱۰:۵۷:۰۴                          | جزئی   | 64.1N 172.0W             | ۱٫۴۸۵۱  | ۰٫۱۰۳۰ |            |                         |      |